# Nikon D90
Die Nikon D90 ist eine digitale Spiegelreflexkamera des japanischen Herstellers Nikon. Sie wurde im September 2008 in den Markt eingeführt und noch vertrieben, als das Nachfolgemodell Nikon D7000 bereits erhältlich war.

## Technische Merkmale
Der 12,3-Megapixel-Bildsensor erlaubt Aufnahmen mit maximal 4288 × 2848 Pixeln. Er besitzt eine Größe von 23,6 mm × 15,8 mm (Herstellerbezeichnung DX-Format).
Die Kamera verfügt ferner über eine Live-View-Funktion, eine automatische Sensorreinigung und ein  3 Zoll großes LC-Display mit einer Auflösung von 640 × 480 Pixel.
Die Speicherung der Film- und Bilddaten erfolgt auf eine SD Memory Card.

### Videoaufzeichnung
Mit der Kamera können Videos im HD-Format in einer Auflösung von 1280×720 Pixeln (24 Vollbilder pro Sekunde, maximal 5 Minuten) im AVI-Format aufgezeichnet werden. Bei Auflösungen von 320×216 oder 640×424 beträgt die maximale Länge pro Film 20 Minuten.
Die Bilder werden auf dem Sensor zeilenweise aufgezeichnet, weshalb der Rolling-Shutter-Effekt auftritt.
Mit der Firmware 1.0 kann die Blende für die Videoaufzeichnung bis maximal f/8 geschlossen werden, die Blende muss jedoch vor Aktivierung des Live-View-Modus eingestellt werden.

### GPS-Daten
Die Kamera ermöglicht den Anschluss eines GPS-Empfängers direkt an das Gehäuse. Mit der Markteinführung des Gerätes wurde zeitgleich auch der GPS-Empfänger Nikon GP-1 als Zubehör eingeführt, der die Aufzeichnung der GPS-Daten einer Aufnahme ermöglicht.

## Presse
Die Nikon D90 wurde bereits vor ihrer Markteinführung in der Presse ausführlich besprochen und von der Fachpresse als moderne Mittelklasse oder als Konkurrenz zu Modellen von Drittherstellern gehandelt. Die zum Zeitpunkt der Einführung in dieser Klasse neue Möglichkeit zur Videoaufzeichnung im HD-Format wurde als besonderes Merkmal vielfach hervorgehoben.